# Suomen Valtakunnan Liitto
Suomen Valtakunnan Liitto (SVL) var en finländsk samlingsorganisation för ultrahögerpartiet Fosterländska folkrörelsen och ett antal mindre nazistiska grupperingar som grundades 1942. 
Avsikten var att på det splittrade extremhögerfältet skapa en större organisation som bland annat vore en lockande partner även för tyskarna, som upprätthöll mycket korrekta relationer med den högsta statsledningen men visade föga intresse för de nazistiska smågrupperingarna. Som "ledare" för SVL framträdde den kände ögonläkaren Mauno Vannas, vilken den 27 januari 1942 erhöll i uppdrag att låta utarbeta ett program för den "nationalsocialistiska oppositionen" med tanke på den blivande nyordningen i Finland. 
Ett principprogram innehållande åtskilligt med tankegods utmärkande för den nationalsocialistiska ideologin trycktes (detta tillställdes även i tysk översättning bland andra Heinrich Himmler och Alfred Rosenberg). På baksidan av detta programutkast fick den som önskade ansluta sig teckna sitt namn. Enligt uppgift gjordes detta av omkring 2 000 personer, bland dem påfallande många företrädare för konst, kultur och vetenskap; till de namnkunnigaste hörde skulptören Wäinö Aaltonen, kvartärgeologen Väinö Auer, författaren Lauri Haarla, tonsättaren Yrjö Kilpinen, språkforskaren Jooseppi Julius Mikkola, skulptören Jussi Mäntynen, filmregissören Risto Orko och folkloristen Väinö Salminen. Parallellt med namninsamlingen bedrevs en tämligen vidlyftig penninginsamlingsverksamhet. De som anslutit sig förutsattes betala en månadsavgift efter ekonomisk förmåga. Avgifterna och donationerna från näringslivet (bland annat av skeppsredaren Antti Wihuri) garanterade att organisationen inte behövde lida brist på medel, men verksamheten kom aldrig igång på allvar, eftersom man inväntade det ögonblick då kriget hade förts till ett segerrikt slut och tyskarna hade lämnat landet. Först i denna situation hade ett maktövertagande kunnat bli aktuellt.